# Juan Ramón de la Fuente
Juan Ramón de la Fuente Martínez (Mexico-Stad, 5 september 1951) is een Mexicaans psycholoog en partijloos politicus. Hij is Minister van Buitenlandse Zaken in het kabinet-Sheinbaum. Hij was van 2018 tot 2023 ambassadeur van Mexico bij de Verenigde Naties. 

## Biografie
De la Fuente studeerde medicijnen aan de Nationale Autonome Universiteit van Mexico (UNAM) en later psychiatrie in de Verenigde Staten. Van 1994 tot 1999 was hij minister van volksgezondheid in het kabinet van Ernesto Zedillo. In 1999 werd hij door Zedillo aangewezen als rector van de UNAM om de al tien maanden durende staking te beëindigen.
In 2005 heeft De la Fuente overwogen zich kandidaat te stellen voor de presidentsverkiezingen van 2006, maar besloot uiteindelijk niet deel te nemen. In 2007 werd hij als rector opgevolgd door José Narro Robles.
De la Fuente werd in 1998 benoemd tot voorzitter van het bestuur van UNAIDS. In 2010 werd hij voorzitter van de Raad van Bestuur van de Universiteit van de Verenigde Naties.
Van 2018 tot 2023, tijdens de regering van president Andrés Manuel López Obrador, was De la Fuente ambassadeur van Mexico bij de Verenigde Naties.
De la Fuente trad op 1 oktober 2024 aan als Minister van Buitenlandse Zaken van de regering van Claudia Sheinbaum.
- Bibliothèque nationale de France: cb13613749t (data)
- Gemeinsame Normdatei: 1056282177
- International Standard Name Identifier: 0000 0000 2985 7375
- Library of Congress Control Number: n91081651
- Nationale Bibliotheek van Israël: 987007445422005171
- Nederlandse Thesaurus van Auteursnamen: 297465430
- Système universitaire de documentation: 131492608
- Virtual International Authority File: 74026927
- WorldCat: E39PBJxcY6H68BVXmrvH4gFdwC